# アンフィサ・レスツォワ
アンフィサ・レスツォワ（Anfisa Anatolyevna Reztsova、ロシア語: Анфи́са Анато́льевна Резцо́ва、1964年12月16日 - 2023年10月19日）は、ソビエト連邦、ヴラジーミル州Jakimez出身の元クロスカントリースキー選手かつ元バイアスロン選手。両種目ともにオリンピックで金メダルを獲得している。

## プロフィール
1984-1985シーズンにクロスカントリースキー・ワールドカップデビュー。1985年ノルディックスキー世界選手権では20km5位入賞、リレーでは金メダルを獲得した。
1987年ノルディックスキー世界選手権では10km4位、5kmと20kmで銀メダル、リレーで2大会連続の金メダルと大活躍。1988年のカルガリーオリンピックでは20kmで銀メダル、団体戦では金メダルを獲得した。また1986-1987シーズンのワールドカップ総合2位となった。1989年からバイアスロン競技に転向、1992年アルベールビルオリンピックでは個人スプリント7.5kmで金メダル、リレーで銅メダルを獲得した。また、同年のバイアスロン世界選手権リレーで銀メダルを獲得、バイアスロン・ワールドカップ総合で1991-1992シーズンと1992-1993シーズンに2連覇した。1994年リレハンメルオリンピックリレーでも金メダルを獲得。
1998-1999シーズンにクロスカントリースキーに復帰、1999年ノルディックスキー世界選手権ではリレーで金メダルを獲得、1987年以来12年ぶりのメダル獲得となった。
1999年に現役引退、その後ロシアの雑誌 "Ski sport"のインタビューで1998-1999シーズンにドーピングを行っていたことを明らかにした。
2023年10月19日に死去。59歳没。